# Serge Bramly
Pour les articles homonymes, voir Bramly.
Serge Bramly, né le 31 janvier 1949 à Tunis (alors protectorat français), est un romancier, scénariste, critique d’art français, spécialiste de photographie.

## Biographie
Après avoir quitté la Tunisie, en 1961, Serge Bramly poursuit sa scolarité au lycée Janson-de-Sailly puis étudie les lettres modernes à Nanterre, effectue un service militaire dans la Coopération en Afghanistan et devient professeur de français au Pakistan puis au Brésil,,. Il reçoit le prix Interallié 2008 pour son roman Le Premier Principe - Le Second Principe publié aux éditions Lattès.

### Vie personnelle
Son père était pharmacien rue la Boetie, Fils de Jacqueline Raoul-Duval, née Khayat-Bonan, Serge Bramly a été le mari en premières noces de la photographe Bettina Rheims. Il est le père de Virgile Bramly et de la romancière Carmen Bramly.

## Œuvres
- Terre Wakan (essai), éditions Robert Laffont, 1974
- Macumba, forces noires du Brésil (essai), éditions Seghers, 1975, éditions Albin Michel, 1981
- Rudolf Steiner : prophète de l'homme nouveau, Retz, 1976  (ISBN 978-2-7256-0064-2)
- L'Itinéraire du fou, éditions Flammarion, 1978
- Un Piège à Lumière, éditions Flammarion, 1979  (ISBN 2-08-064213-8)
- Man Ray (essai), Pierre Belfond, 1980  (ISBN 2-7144-1346-3) (BNF 34675671)
- (en) Le Livre des dates (essai), éditions Ramsay, 1981
- La Danse du loup, éditions Belfond, 1982, rééd. au Masque coll. « Labyrinthes » no 176, 2009 – Prix des libraires
- Un poisson muet, surgi de la mer, éditions Flammarion, 1985
- Léonard de Vinci, éditions Jean-Claude Lattès, 1988, prix Vasari  (ISBN 270960714X)
- Le Grand Cheval de Léonard : le projet monumental de Léonard de Vinci, Adam Biro, 1990  (ISBN 2-87660-096-X)
- Terre sacrée, éditions Albin Michel, 1992
- Chambre close avec Bettina Rheims, Maeght Éditeur, Paris, 1992
- Madame Satan, Grasset, 1992  (ISBN 2-246-37471-5)
- Walter Carone. Photographe[6], Lattès, 1992  (ISBN 2-7096-1165-1)
- La Terreur dans le boudoir[7], Grasset, 1994  (ISBN 2-246-48931-8)
- Le Réseau Melchior, éditions JC Lattès, 1996  (ISBN 2-7096-1728-5)
- Amateur, éditions Gina Kehayoff, Munich, 1996
- (en) INRI, texte de Bramly, photographies de Bettina Rheims, éditions Monacelli Press, 2000  (ISBN 978-1-58093-043-7)
- Ragots, Plon, 2001  (ISBN 2-259-18627-0)
- (en) Shanghai, Laffont, 2003, texte de Bramly, photographies de Bettina Rheims  (ISBN 978-2-221-09996-4)
- Le Premier Principe - Le Second Principe, éditions Lattès, 2008,  (ISBN 978-2-7096-2769-6) – prix Interallié
- Orchidée fixe, éditions JC Lattès, 2012  (ISBN 978-2709633369)
- Les Baisers, éditions Flammarion, 2012,  (ISBN 978-2081266117)
- Arrête, arrête, NiL Éditions, 2013,  (ISBN 978-2-84111-674-4)
- La Transparence et le Reflet, éditions JC Lattès, 2015,  (ISBN 978-2-7096-4573-7)
- Pour Sensi, JC Lattès, 2018,  (ISBN 9782709650595)

## Récompenses et distinctions

### Prix
- 1982 : Prix Biguet de l’Académie française pour Le livre des dates 1300-1700. De la Renaissance à l’âge classique
- 1983 : Prix Roland de Jouvenel de l’Académie française et Prix des libraires pour La Danse du loup
- 1988 : Prix Vasari pour Léonard de Vinci
- 2008 : Prix Interallié pour Le Premier Principe - Le Second Principe

### Décorations
- Officier de l'ordre des Arts et des Lettres le 25 septembre 2017[8].